# Porophyllum filiforme
Porophyllum filiforme là một loài thực vật có hoa trong họ Cúc. Loài này được Rydb. miêu tả khoa học đầu tiên năm 1916.